# Folketingsvalet 2011
Folketingsvalet i Danmark 2011 hölls den 15 september. Valet resulterade i att den borgerliga regeringen under Lars Løkke Rasmussen avgick och att en ny center-vänster-regering med Helle Thorning-Schmidt som statsminister kunde tillträda.

## Utlysning
Folketingsval i Danmark ska hållas senast fyra år efter föregående folketingsval och enligt fjärde kapitlet i den danska grundlagen väljer kungen/drottningen när valet ska hållas, dock är kungen/drottningens uppgift formell och i realiteten är det sittande statsminister som väljer valdag. Den 26 augusti kungjorde statsminister Lars Løkke Rasmussen att det 67:e folketingsvalet skulle hållas torsdag 15 september 2011. I valet skulle samtliga 179 mandat i Folketinget tillsättas. Av dessa mandat tillhör två Färöarna och två Grönland och brukar benämnas som "de nordatlantiska mandaten".

## Deltagande partier
I folketingsvalet var samtliga partier som fanns representerade i sittande Folketing kvalificerade att ställa upp. 

## Valresultat
Här nedan följer en sammanställning av det preliminära valresultatet.
| Partier                         | Partier                          | Ledare                                         | Röster                | %                     | Mandat                | +/−                   |                       |
| Danmark (175 platser)           | Danmark (175 platser)            | Danmark (175 platser)                          | Danmark (175 platser) | Danmark (175 platser) | Danmark (175 platser) | Danmark (175 platser) | Danmark (175 platser) |
| ------------------------------- | -------------------------------- | ---------------------------------------------- | --------------------- | --------------------- | --------------------- | --------------------- | --------------------- |
|                                 | Venstre (V)                      | Lars Løkke Rasmussen                           | 948,291               | 26,7%                 | 47                    | +1                    |                       |
|                                 | Socialdemokraterne (A)           | Helle Thorning-Schmidt                         | 881,534               | 24,9%                 | 44                    | −1                    |                       |
|                                 | Dansk Folkeparti (O)             | Pia Kjærsgaard                                 | 436,335               | 12,3%                 | 22                    | −3                    |                       |
|                                 | Radikale Venstre (B)             | Margrethe Vestager                             | 336,149               | 9,5%                  | 17                    | +8                    |                       |
|                                 | Socialistisk Folkeparti (F)      | Villy Søvndal                                  | 326,118               | 9,2%                  | 16                    | −7                    |                       |
|                                 | Enhedslisten (De Rød-Grønne) (Ø) | Kollektivt ledarskap (Johanne Schmidt-Nielsen) | 236,982               | 6,7%                  | 12                    | +8                    |                       |
|                                 | Liberal Alliance (I)             | Anders Samuelsen                               | 176,473               | 5,0%                  | 9                     | +4                    |                       |
|                                 | Det Konservative Folkeparti (C)  | Lars Barfoed                                   | 174,563               | 4,9%                  | 8                     | −10                   |                       |
|                                 | Kristendemokraterne (K)          | Bjarne Hartung Kirkegaard                      | 28,157                | 0,8%                  | 0                     | 0                     |                       |
|                                 | Obundna kandidater               | Obundna kandidater                             | 1,832                 | 0,1%                  | 0                     | 0                     |                       |
|                                 |                                  |                                                |                       |                       |                       |                       |                       |
|                                 | Det röda blocket (A, B, F, Ø)    | Helle Thorning-Schmidt                         | 1,780,783             | 50,2%                 | 89                    | +8                    |                       |
|                                 | Det blå blocket (C, I, K, O, V)  | Lars Løkke Rasmussen                           | 1,763,819             | 49,7%                 | 86                    | −8                    |                       |
|                                 |                                  |                                                |                       |                       |                       |                       |                       |
|                                 | Ogiltiga röster                  | Ogiltiga röster                                | 32,687                |                       |                       |                       |                       |
|                                 |                                  |                                                |                       |                       |                       |                       |                       |
| Delsumma (Valdeltagande: 87,7%) | Delsumma (Valdeltagande: 87,7%)  | Delsumma (Valdeltagande: 87,7%)                | 3,546,434             | 100,0%                | 175                   |                       |                       |
| Färöarna (2 platser)            |                                  |                                                |                       |                       |                       |                       |                       |
|                                 | Sambandsflokkurin (B)            | Kaj Leo Johannesen                             | 6,361                 | 30,8%                 | 1                     | 0                     |                       |
|                                 | Javnaðarflokkurin (C)            | Aksel Johannesen                               | 4,328                 | 21,0%                 | 1                     | +1                    |                       |
|                                 | Tjóðveldi (E)                    | Høgni Hoydal                                   | 3,998                 | 19,4%                 | 0                     | −1                    |                       |
|                                 | Fólkaflokkurin (A)               | Jørgen Niclasen                                | 3,932                 | 19,0%                 | 0                     | 0                     |                       |
|                                 | Miðflokkurin (H)                 | Jenis av Rana                                  | 872                   | 4,2%                  | 0                     | 0                     |                       |
|                                 | Sjálvstýrisflokkurin (D)         | Kári á Rógvu                                   | 481                   | 2,3%                  | 0                     | 0                     |                       |
|                                 | Obundna kandidater               | Obundna kandidater                             | 672                   | 3,3%                  | 0                     | 0                     |                       |
|                                 |                                  |                                                |                       |                       |                       |                       |                       |
|                                 | Ogiltiga röster                  | Ogiltiga röster                                | 301                   |                       |                       |                       |                       |
|                                 |                                  |                                                |                       |                       |                       |                       |                       |
| Delsumma (Valdeltagande: 58,9%) | Delsumma (Valdeltagande: 58,9%)  | Delsumma (Valdeltagande: 58,9%)                | 20,945                | 100,0%                | 2                     |                       |                       |
| Grönland (2 platser)            |                                  |                                                |                       |                       |                       |                       |                       |
|                                 | Inuit Ataqatigiit                | Kuupik Kleist                                  | 9,431                 | 42,1%                 | 1                     | 0                     |                       |
|                                 | Siumut                           | Aleqa Hammond                                  | 7,952                 | 36,0%                 | 1                     | 0                     |                       |
|                                 | Demokraatit                      | Jens B. Frederiksen                            | 2,846                 | 12,9%                 | 0                     | 0                     |                       |
|                                 | Atassut                          | Finn Karlsen                                   | 1,593                 | 7,2%                  | 0                     | 0                     |                       |
|                                 | Obundna kandidater               |                                                |                       |                       |                       |                       |                       |
|                                 |                                  |                                                |                       |                       |                       |                       |                       |
| Delsumma                        |                                  |                                                |                       |                       |                       |                       |                       |
| Övergripande                    |                                  |                                                |                       |                       |                       |                       |                       |
| Totalt                          |                                  |                                                |                       |                       |                       |                       |                       |

### Fotnoter
1. ↑  ”Klart med danskt riksdagsval 15 september”. Dagens Eko. Sveriges Radio. 26 augusti 2011. http://sverigesradio.se/sida/gruppsida.aspx?programid=3304&grupp=6240&artikel=4664356. Läst 11 september 2011.
2. ↑  ”Folketingsvalg torsdag 15. september 2011”. dst.dk. Statistics Denmark. http://www.dst.dk/valg/Valg1204271/valgopg/valgopg.htm. Läst 15 september 2011.
3. ↑  ”Kringvarp.fo - Valúrslit”. kringvarp.fo. Kringvarp Føroya. Arkiverad från originalet den 26 september 2011. https://web.archive.org/web/20110926185648/http://www.kringvarp.fo/tidindi/folkatingsval/valurslit. Läst 15 september 2011.